# 阿纳克图沃克帕斯 (阿拉斯加州)
阿纳克图沃克帕斯（英語：Anaktuvuk Pass），是美国阿拉斯加州的一座城市。该市的人口在2000年时为282人，2010年时为324人。人口在阿拉斯加州排行第84。